# 2017-es magyar birkózóbajnokság
A 2017-es magyar birkózóbajnokság a száztizedik magyar bajnokság volt. A férfi kötöttfogású bajnokságot március 4-én rendezték meg Budapesten, a Kruj Iván Sportcsarnokban, a férfi és a női szabadfogású bajnokságot pedig május 21-én Budapesten, a Soroksári Sportcsarnokban.

## Eredmények

### Férfi kötöttfogás
| Versenyszám | Arany                              | Arany | Ezüst                           | Ezüst | Bronz                                                         | Bronz |
| ----------- | ---------------------------------- | ----- | ------------------------------- | ----- | ------------------------------------------------------------- | ----- |
| 59 kg       | Torba Erik Bp. Honvéd              |       | Andrási József Ceglédi VSE      |       | Varga Vilmos Egri VasasGazdag Krisztián Potisje Magyarkanizsa |       |
| 66 kg       | Krasznai Máté Bp. Honvéd           |       | Balatoni Bence Monori SE        |       | Kozák István Ceglédi VSELosonczi Ottó Erzsébeti SMTK          |       |
| 71 kg       | Korpási Bálint BVSC-Ganz-Jászkisér |       | Kottes Pál Sziget SC            |       | Bíró Péter Bp. HonvédJäger Krisztián Dorogi NC                |       |
| 75 kg       | Lőrincz Tamás Ceglédi VSE          |       | Lévai Zoltán Bp. Honvéd         |       | Kismóni Móric Dorogi NCLévai Tamás Bp. Honvéd                 |       |
| 80 kg       | Nagy Péter Erzsébeti SMTK          |       | Schleicher Tamás Erzsébeti SMTK |       | Gégény Dominik Ferencvárosi TCSzabó László Újpesti TE         |       |
| 85 kg       | Bácsi Péter Ferencvárosi TC        |       | Rajczi Gergő Dél-Zselic SE      |       | Károlyi János BVSC-Ganz-JászkisérSzilvássy Erik Pénzügyőr SE  |       |
| 98 kg       | Lőrincz Viktor Ceglédi VSE         |       | Török Zsolt Ferencvárosi TC     |       | Varga Ádám Újpesti TEÉrsek Róbert Bp. Honvéd                  |       |
| 130 kg      | Lám Bálint Bp. Honvéd              |       | Balogh László Tatabányai SC     |       | Pap Arnold Pécsi EACMajoros Ármin Erzsébeti SMTK              |       |

### Férfi szabadfogás
| Versenyszám | Arany                         | Arany | Ezüst                             | Ezüst | Bronz                                                          | Bronz |
| ----------- | ----------------------------- | ----- | --------------------------------- | ----- | -------------------------------------------------------------- | ----- |
| 57 kg       | Román Tamás Kecskeméti TE     |       | Juhász Bence Erzsébeti SMTK       |       | Nyíri Milán Csepeli BCKovács Bence Érdi Spartacus              |       |
| 61 kg       | Molnár József Kecskeméti TE   |       | Egyed Balázs Kanizsai BSE         |       | Kardos Róbert Dunaferr SEVilhelm Zoltán Újpesti TE             |       |
| 65 kg       | Üveges Csaba Vasas SC         |       | Nagy Zoltán Csepeli BC            |       | Angyal József Pénzügyőr SELászló József Vasas SC               |       |
| 70 kg       | Lukács Norbert Bp. Honvéd     |       | Sepeczán János Orosházi Spartacus |       | Szakolczi Zoltán Vasas SCNémet István Lajos Újpesti TE         |       |
| 74 kg       | Molnár Bálint Haladás VSE     |       | Lukács Botond Csepeli BC          |       | Lagzi Kovács Bendegúz Erzsébeti SMTKLigeti Richárd Haladás VSE |       |
| 86 kg       | Veréb István Haladás VSE      |       | Tóth Bendegúz Erzsébeti SMTK      |       | Szabó Noé Vasas SCNagy Mihály Erzsébeti SMTK                   |       |
| 97 kg       | Fodor Tamás Vasas SC          |       | Szmik Attila Bp. Honvéd           |       | Wittmann Kristóf Haladás VSEHatos Gábor Haladás VSE            |       |
| 125 kg      | Csercsics Richárd Haladás VSE |       | Ligeti Dániel Haladás VSE         |       | Almási Ferenc Csepeli BCFodor Péter Vasas SC                   |       |

### Női szabadfogás
| Versenyszám | Arany                           | Arany | Ezüst                                 | Ezüst | Bronz                                                 | Bronz |
| ----------- | ------------------------------- | ----- | ------------------------------------- | ----- | ----------------------------------------------------- | ----- |
| 48 kg       | Köteles Alexandra Vasas SC      |       | Réczi Bianka Tatabányai SC            |       | Nagy Brigitta H-NikéKyparissi Vassiliki Tatabányai SC |       |
| 53 kg       | Váncza Ivett Bp. Honvéd         |       | Lemák Diána Érdi Spartacus            |       | Gáspár Tünde KTEEgyed Zsanett Kanizsai BSE            |       |
| 55 kg       | Dollák Tamara Újpesti TE        |       | Varga Dorottya Büki BC                |       | Kis Eszter Tatabányai SC                              |       |
| 58 kg       | Vilhelm Viktória Újpesti TE     |       | Wendler Mónika Tatabányai SC          |       | Szikszai Nikolett Kecskeméti TE                       |       |
| 60 kg       | Barka Emese Csepeli BC          |       | Reinis Vivien Borostyán Dél-Zselic SE |       | Bubori Dorina Dél-Zselic SE                           |       |
| 63 kg       | Sastin Marianna Vasas SC        |       | Felhő Viktória Kiskunhalasi BC        |       | Szabó Jázmin Vasas SC                                 |       |
| 69 kg       | Sleisz Gabriella Erzsébeti SMTK |       | Szabó Eliána Vasas SC                 |       | Vanessa Wilson Bp. HonvédSzabó Franciska Sziget SC    |       |
| 75 kg       | Németh Zsanett Újpesti TE       |       | Száraz Vivien J-Ász SE                |       | Szmolka Nikoletta Renáta Pécsi EAC                    |       |